# ¿Quién es quién? (película)
¿Quién es quién? es una película española de comedia dirigida por Hugo Martín Cuervo y escrita por Irene Niubó. Es un remake español de la película francesa Le sens de la famille, cuya idea original fue concebida por Jean-Patrick Benes, Antoine Gandaubert, Fabrice Goldstein y Antoine Rein. Está protagonizada por Kira Miró, Salva Reina, Elena Irureta, Sofía Otero, Martí Cordero y Ana Jara Martínez. Su estreno en cines españoles está previsto para el 5 de diciembre de 2024, de la mano de DeAPlaneta.

## Trama
Valentina, la hija pequeña de la familia Fuentes, pide un deseo por su noveno cumpleaños. Al día siguiente, todos los integrantes de la familia despiertan con el cuerpo intercambiado: entre otros ejemplos, el padre está en el cuerpo de su mujer, la niña está atrapada en el cuerpo de la abuela, y los mellizos adolescentes no son ellos mismos. Los Fuentes deberán aprender a meterse en la piel del otro y confiar entre ellos para revertir la situación, mientras se enfrenta a situaciones disparatadas y circunstancias hilarantes.

## Reparto
- Kira Miró como Ana Fuentes
- Salva Reina como David Fuentes
- Elena Irureta como Fernanda
- Sofía Otero como Valentina Fuentes
- Martí Cordero como Hugo Fuentes
- Ana Jara Martínez como Leire Fuentes
- Paula Prendes como Adela
- Víctor Palmero como Víctor
- Gracia Olayo como Marina
- Aitor Luna como Andrea
- Carlos Iglesias como Gonzalo
- Carlos Areces como Señor Puig
- Terelu Campos como Directora
- Gonzalo de Castro como Alejandro

## Producción
En septiembre de 2023, se anunció que la película de comedia ¿Quién es quién?, remake de la película francesa Le sens de la famille, había comenzado su rodaje en Madrid bajo la dirección de Hugo Martín Cuervo. Kira Miró, Salva Reina, Elena Irureta, Sofía Otero, Martí Cordero y Ana Jara Martínez fueron anunciados como los actores protagonistas, y entre los otros miembros del reparto se anunció la participación de la colaboradora de televisión Terelu Campos. Entre las localizaciones de Madrid usadas para el rodaje de la película se incluye el Parque de Atracciones de Madrid.

## Lanzamiento y marketing
En septiembre de 2023, junto con el anuncio del rodaje de la película, DeAPlaneta programó el estreno de ¿Quién es quién? en cines españoles para el 7 de junio del 2024. Sin embargo, la película fue atrasada, y en julio de 2024 DeAPlaneta lanzó su primer póster y reprogramó su estreno para el 5 de diciembre de 2024. En noviembre de 2024, el tráiler final de la película fue lanzado.